# Józef Sowiński
Józef Sowiński (Varsavia, 15 marzo 1777 – Varsavia, 6 settembre 1831) è stato un generale e patriota polacco.
Apparteneva ad una famiglia della borghesia militare di Varsavia e fece parte come graduato del Corpo dei Cadetti dell'Accademia di Varsavia, dalla quale uscì con il grado di capitano d'artiglieria.
Combatté durante la Rivolta di Kościuszko del 1791 e fu promosso generale sul campo di battaglia dall'eroe nazionale polacco. Dopo il fallimento della rivolta, entrò nell'esercito prussiano, e servendo nel corpo d'armata del generale Anton Wilhelm von L'Estocq ad Eylau ricevette l'Ordine Pour le Mérite.
Quando Napoleone I ricreò il Ducato di Varsavia, il generale tornò in Polonia per servire nell'esercito francese e partecipò all'invasione della Russia del 1812 nel corpo d'armata di Józef Antoni Poniatowski, ricevendo l'Ordine Virtuti Militari e la Legion d'onore sul campo di Možajsk.
Nel 1820 fondò a Varsavia la Scuola di Applicazione Militare; durante la Rivolta di Novembre, fu tra i principali iniziatori e membro del partito liberal-monarchico. È celebre l'ultima difesa del ponte sulla Wola che Sowiński condusse contro l'esercito russo che avanzava su Varsavia, morendo ucciso a quanto pare dalla baionetta di un soldato russo. Il suo eroico atto è ricordato dal poeta Juliusz Słowacki e il generale è annoverato tra gli eroi della nazione polacca.

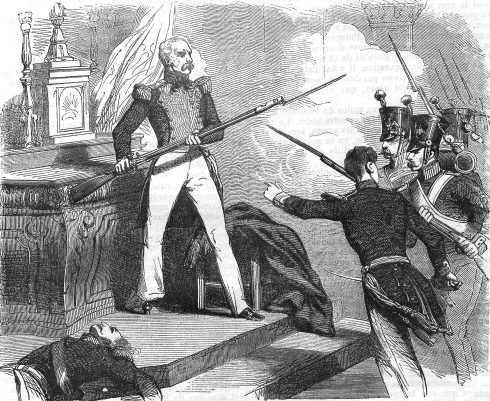
La morte del generale Sowiński (XIX secolo)